# SAGA 小室哲哉クラシック・セレクション
『SAGA 小室哲哉クラシック・セレクション』は、小室哲哉が企画・選曲したクラシック音楽のコンピレーション・アルバム。全曲小室によるライナーノーツを収載。

## 解説
「クラシック音楽がマニアの物になっているので、架け橋を作って欲しい」というオファーから始まり、「1枚飽きずに通して聞けるように」「架空のプログレッシブ・ロックの大作アルバム・フィルムのサウンドトラックのように」をコンセプトに100曲のリストから選曲/構成が行われた。1996年12月12日に再リリースされた。

## 収録曲
| #         | タイトル                                                                                         | 作詞      | 作曲                    | 演奏                                                                                       | 時間  |
| --------- | ------------------------------------------------------------------------------------------------ | --------- | ----------------------- | ------------------------------------------------------------------------------------------ | ----- |
| 1.        | 「組曲「展覧会の絵」よりプロムナード〜グノームス」                                               |           | ムソルグスキー/ラヴェル | ズービン・メータ指揮/ニューヨーク・フィルハーモニック                                      | 3:53  |
| 2.        | 「交響組曲「シェエラザード」より第4楽章 バグダッドの祭り〜海〜青銅の騎士のある岩での難破〜終曲」 |           | リムスキー＝コルサコフ  | ズービン・メータ指揮/イスラエル・フィルハーモニー管弦楽団                                  | 12:39 |
| 3.        | 「主よ、人の望みの喜びよ」                                                                       |           | バッハ                  | ユージン・オーマンディ指揮/フィラデルフィア管弦楽団                                        | 3:19  |
| 4.        | 「ヴァイオリン協奏曲ホ短調より第1楽章 アレグロ・モルト・アパッショナート」                       |           | メンデルスゾーン        | 前橋汀子（ヴァイオリン）/クリストフ・エッシェンバッハ指揮/チューリッヒ・トーンハレ管弦楽団 | 13:48 |
| 5.        | 「無伴奏チェロ組曲第1番ト長調BWV1007よりプレリュード」                                           |           | バッハ                  | 堤剛（チェロ）                                                                             | 2:32  |
| 6.        | 「ピアノ協奏曲第1番変ロ短調より第1楽章 アレグロ・ノン・トロッポ・エ・モルト・マエストーソ」      |           | チャイコフスキー        | 小山実稚恵（ピアノ）/小泉和裕指揮/ロイヤル・フィルハーモニック管弦楽団                     | 20:26 |
| 7.        | 「組曲「展覧会の絵」よりバーバ・ヤガの小屋〜キエフの大門」                                       |           | ムソルグスキー/ラヴェル | ズービン・メータ指揮/ニューヨーク・フィルハーモニック                                      | 8:31  |
| 8.        | 「「カルメン」組曲第1番より前奏曲」                                                              |           | ビゼー                  | レナード・バーンスタイン指揮/ニューヨーク・フィルハーモニック                              | 2:32  |
| 9.        | 「G線上のアリア」                                                                                |           | バッハ                  | ユージン・オーマンディ指揮/フィラデルフィア管弦楽団                                        | 5:41  |
| 合計時間: | 合計時間:                                                                                        | 合計時間: | 合計時間:               | 73:21                                                                                      |       |